# Czernica (powiat świdnicki)
Czernica (niem. Dornberg) – wieś w Polsce położona w województwie dolnośląskim, w powiecie świdnickim, w gminie Dobromierz.

## Podział administracyjny
W latach 1975–1998 miejscowość należała administracyjnie do województwa wałbrzyskiego.

## Nazwa
Nazwa pochodzi od polskiego określenia oznaczającego najciemniejszą barwę – "czerń". Heinrich Adamy w swoim dziele o nazwach miejscowych na Śląsku wydanym w 1888 roku we Wrocławiu wymienia najstarszą nazwę miejscowości w polskiej formie "Czarny" tłumacząc jej znaczenie "Schwarzenau" czyli po polsku "Czarne". Niemcy zgermanizowali nazwę na Tscharnikau w wyniku czego utraciła ona swoje pierwotne znaczenie.
Pierwsza wzmianka o miejscowości pochodzi ze średniowiecznego dokumentu z 1203 roku gdzie biskup Cyprian potwierdził nadanie joannitom ze Strzegomia dziesięciny ze wsi Cirne. W kronice łacińskiej Liber fundationis episcopatus Vratislaviensis (pol. Księga uposażeń biskupstwa wrocławskiego) spisanej za czasów biskupa Henryka z Wierzbna w latach 1295–1305 miejscowość wymieniona jest w zlatynizowanej staropolskiej formie Czernicza oraz Czirnicza.